# Внутренние отмели

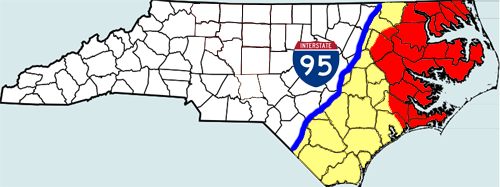
Внутренние отмели Северной Каролины. Красным цветом отмечен регион в узком смысле, жёлтым — в широком понимании.

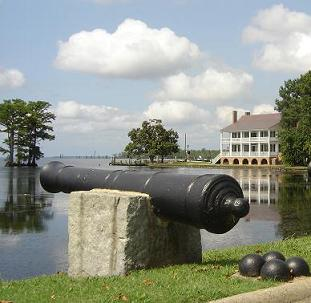
Исторический Идентон

Внутренние отмели (англ. Inner Banks) — внутренний прибрежный регион Северной Каролины, расположенный на восточном побережье США. Площадь региона в его широком понимании — 57 568 км². Внутренние и Внешние отмели вместе образуют прибрежный низинный регион Северной Каролины. Регион ограничен границами с Виргинией и Южной Каролиной с севера и юга и автодорогой № 95 и Внешними отмелями — с запада и востока.
Длина береговой полосы Внутренних отмелей — 3000 миль — из-за крайней изрезанности береговой линии. В регионе, в котором находится 41 округ, проживает около 2,5 миллиона человек. В регион также включают Хрустальный берег и Албемарл. В отличие от Внешних отмелей, термин Внутренние отмели появился относительно недавно и связан с развитием туризма и экономики в этом традиционно аграрном регионе.